# Margarinotus koltzei
Margarinotus koltzei är en skalbaggsart som först beskrevs av Schmidt 1889.  Margarinotus koltzei ingår i släktet Margarinotus och familjen stumpbaggar. Inga underarter finns listade i Catalogue of Life.